# الهواورة أولاد سليمان (أولاد صالح)
الهواورة أولاد سليمان هي إحدى مشيخات المملكة المغربية، تتبع جغرافيا لإقليم النواصر وإداريًا لأولاد صالح. يقدر عدد سكانها بـ 3323 نسمة حسب الإحصاء الرسمي للسكان والسكنى لسنة 2004.